# CSM Târgoviște
CSM Târgoviște (rom. Clubul Sportiv Municipal Târgoviște) – rumuński klub siatkarski kobiet, powstały w 1991 w Târgoviște. Klub od sezonu 2013/2014 występuje w rozgrywkach Divizia A1.

## Trenerzy
| Sezon                     | Imię i nazwisko             |
| ------------------------- | --------------------------- |
| 2014/2015                 | Dragan Nešić                |
| 2015/2016 (do 30.12.2015) | Stefano Micoli              |
| 2015/2016 (od 03.01.2016) | Zoran Terzić                |
| 2016/2017                 | Dragan Nešić                |
| 2017/2018                 | Guillermo Naranjo Hernández |
| 2018/2019                 | Valerijan Luka              |
| 2019/2020                 | Dragan Nešić                |
| 2020/2021 (do 23.02.2021) | Dragan Nešić                |
| 2020/2021 (od 04.03.2021) | Giovanni Caprara            |
| 2021/2022                 | Giovanni Caprara            |
| 2022/2023                 | Giovanni Caprara            |

## Sukcesy
Mistrzostwo Rumunii:
- 2021
- 2015, 2016, 2022[11], 2023[12]
- 2017, 2018, 2019, 2020

Puchar Rumunii:
- 2016, 2024[13]

Superpuchar Rumunii:
- 2016[14]

## Bilans sezon po sezonie
| Sezon     | Rozgrywki ligowe | Rozgrywki ligowe | Puchar Rumunii     | Europejskie puchary | Europejskie puchary |
| Sezon     | Poziom           | Miejsce          | Puchar Rumunii     | Rozgrywki klubowe   | Osiągnięcie         |
| --------- | ---------------- | ---------------- | ------------------ | ------------------- | ------------------- |
| 2011/2012 | Divizia A2       | 4. miejsce       |                    |                     |                     |
| 2012/2013 | Divizia A2       | 1. miejsce       |                    |                     |                     |
| 2013/2014 | Divizia A1       | 6. miejsce       |                    |                     |                     |
| 2014/2015 | Divizia A1       | 2. miejsce       | ćwierćfinał        |                     |                     |
| 2015/2016 | Divizia A1       | 2. miejsce       | 1. miejsce         | Puchar CEV          | 1/16 finału         |
| 2015/2016 | Divizia A1       | 2. miejsce       | 1. miejsce         | Puchar Challenge    | 1/16 finału         |
| 2016/2017 | Divizia A1       | 3. miejsce       | półfinał           | Puchar CEV          | 1/16 finału         |
| 2017/2018 | Divizia A1       | 3. miejsce       | półfinał           | Puchar Challenge    | 1/8 finału          |
| 2018/2019 | Divizia A1       | 3. miejsce       | 2. miejsce         | Puchar CEV          | 1/16 finału         |
| 2019/2020 | Divizia A1       | 3. miejsce       | awans do półfinału | Puchar CEV          | 1/16 finału         |
| 2020/2021 | Divizia A1       | 1. miejsce       | półfinał           | Puchar CEV          | 1/4 finału          |
| 2021/2022 | Divizia A1       | 2. miejsce       | 2. miejsce         |                     |                     |
| 2022/2023 | Divizia A1       | 2. miejsce       | 2. miejsce         | Liga Mistrzyń       | faza grupowa        |
| 2022/2023 | Divizia A1       | 2. miejsce       | 2. miejsce         | Puchar CEV          | półfinał            |
| 2023/2024 | Divizia A1       |                  | 1. miejsce         |                     |                     |

Poziom rozgrywek:
     pierwszy, najwyższy ogólnokrajowy
     drugi
     trzeci
     czwarty
     piąty

## Polki w klubie
| Lata gry  | Imię i nazwisko  |
| --------- | ---------------- |
| 2013-2015 | Marta Siwka      |
| 2017-2018 | Sylwia Wojcieska |

## Kadra

### Sezon 2022/2023[22]
| Nr | Imię i nazwisko                   | Data ur. | Wzrost | Pozycja      |
| -- | --------------------------------- | -------- | ------ | ------------ |
| 1  | Didona Iuna Cătălina Zadorojnai   | 2001     | 186    | atakująca    |
| 2  | Rodica Buterez                    | 1999     | 186    | środkowa     |
| 4  | Petruța Gabriela Orlandea         | 1999     | 186    | środkowa     |
| 5  | Nikolina Božičević                | 1995     | 165    | libero       |
| 7  | Mira Todorowa                     | 1994     | 188    | środkowa     |
| 8  | Ilka Van de Vyver (od 29.12.2022) | 1993     | 170    | rozgrywająca |
| 9  | Diana-Ioana Calotă                | 1986     | 179    | rozgrywająca |
| 10 | Ana Bjelica                       | 1992     | 190    | atakująca    |
| 11 | Maria Adriana Matei               | 1998     | 178    | przyjmująca  |
| 13 | Alexandra Ciucu                   | 1995     | 165    | libero       |
| 14 | Jovana Mirosavljević              | 2000     | 183    | przyjmująca  |
| 15 | Denisa Ioana Ionescu              | 2002     | 187    | środkowa     |
| 27 | Kim Robitaille (do 26.12.2022)    | 1991     | 180    | rozgrywająca |

### Sezon 2021/2022[24]
| Nr | Imię i nazwisko           | Data ur. | Wzrost | Pozycja      |
| -- | ------------------------- | -------- | ------ | ------------ |
| 1  | Denisa Bizdrigheanu       | 2003     |        | atakująca    |
| 3  | Rodica Buterez            | 1999     | 186    | środkowa     |
| 4  | Petruța Gabriela Orlandea | 1999     | 186    | środkowa     |
| 5  | Marija Jordanowa          | 2002     | 185    | przyjmująca  |
| 7  | Leah Meyer                | 1997     | 190    | środkowa     |
| 11 | Maria Adriana Matei       | 1998     | 178    | przyjmująca  |
| 12 | Darja Borys               | 2003     | 180    | przyjmująca  |
| 14 | Neira Ortiz               | 1993     | 193    | środkowa     |
| 15 | Mihaela Pamfil            | 1996     | 165    | libero       |
| 16 | Darja Eržen               | 1997     | 190    | atakująca    |
| 19 | Mireła Szachpazowa        | 1997     | 175    | rozgrywająca |
| 20 | Nikolina Božičević        | 1995     | 165    | libero       |
| 22 | Lizawieta Bahajewa        | 2003     | 174    | rozgrywająca |

### Sezon 2020/2021
| Nr | Imię i nazwisko    | Data ur. | Wzrost | Pozycja      |
| -- | ------------------ | -------- | ------ | ------------ |
| 1  | Gergana Dimitrowa  | 1996     | 183    | przyjmująca  |
| 2  | Rodica Buterez     | 1999     | 186    | środkowa     |
| 3  | Iryna Truszkina    | 1986     | 188    | środkowa     |
| 5  | Marija Jordanowa   | 2002     | 185    | przyjmująca  |
| 6  | Heidy Casanova     | 1998     | 184    | atakująca    |
| 7  | Leah Meyer         | 1997     | 190    | środkowa     |
| 8  | Ilka Van de Vyver  | 1993     | 179    | rozgrywająca |
| 9  | Diana-Ioana Calotă | 1986     | 180    | rozgrywająca |
| 10 | Alexandra Trică    | 1985     | 185    | przyjmująca  |
| 12 | Teodora Pušić      | 1993     | 170    | libero       |
| 15 | Mihaela Pamfil     | 1996     | 165    | libero       |
| 15 | Dominika Sobolska  | 1991     | 187    | środkowa     |

### Sezon 2019/2020[25]
| Nr | Imię i nazwisko            | Data ur. | Wzrost | Pozycja      |
| -- | -------------------------- | -------- | ------ | ------------ |
| 1  | Yusleyni Herrera           | 1984     | 180    | przyjmująca  |
| 2  | Rodica Buterez             | 1999     | 186    | środkowa     |
| 3  | Jelena Zakurdajewa         | 1986     | 185    | przyjmująca  |
| 4  | Sabrina Müller             | 1993     | 189    | środkowa     |
| 5  | Gabriela-Florina Bălae     | 1995     | 174    | przyjmująca  |
| 7  | Katarina Vukomanović       | 1990     | 176    | libero       |
| 8  | Ilka Van de Vyver          | 1993     | 179    | rozgrywająca |
| 9  | Diana-Ioana Calotă         | 1986     | 180    | rozgrywająca |
| 10 | Alexandra Trică            | 1985     | 185    | przyjmująca  |
| 11 | Tanja Sredić               | 1991     | 186    | środkowa     |
| 12 | Ana Starčević (do 01.2020) | 1986     | 180    | przyjmująca  |
| 14 | Ivana Miloš                | 1986     | 187    | środkowa     |
| 15 | Mihaela Pamfil             | 1996     | 165    | libero       |

### Sezon 2018/2019
| Nr | Imię i nazwisko                | Data ur. | Wzrost | Pozycja      |
| -- | ------------------------------ | -------- | ------ | ------------ |
| 1  | Sara Klisura                   | 1992     | 188    | przyjmująca  |
| 3  | Gabriela-Florina Bălae         | 1995     | 174    | przyjmująca  |
| 4  | Rodica Buterez                 | 1999     | 186    | środkowa     |
| 5  | Mihaela Ozun                   | 1992     | 168    | libero       |
| 6  | Adina-Maria Roșca (do 01.2019) | 1996     | 178    | atakująca    |
| 7  | Dubravka Đurić                 | 1991     | 189    | środkowa     |
| 8  | Andrea Laković                 | 1989     | 185    | środkowa     |
| 9  | Diana Neaga                    | 1986     | 180    | rozgrywająca |
| 10 | Alexandra Trică                | 1985     | 185    | przyjmująca  |
| 11 | Tanja Sredić                   | 1991     | 186    | środkowa     |
| 12 | Teodora Pušić (od 01.2019)     | 1993     | 170    | libero       |
| 14 | Jelena Alajbeg                 | 1989     | 185    | atakująca    |
| 15 | Mihaela Pamfil                 | 1996     | 165    | libero       |
| 16 | Lorena Ciocian                 | 1993     | 187    | rozgrywająca |
| 17 | Ramona Breban                  | 1989     | 188    | atakująca    |

### Sezon 2017/2018[26]
| Nr | Imię i nazwisko              | Data ur. | Wzrost | Pozycja      |
| -- | ---------------------------- | -------- | ------ | ------------ |
| 1  | Lousiane Penha Souza         | 1985     | 178    | przyjmująca  |
| 2  | Lenka Dürr                   | 1990     | 171    | libero       |
| 4  | Veronika Hrončeková          | 1990     | 190    | środkowa     |
| 5  | Danielle Smith               | 1990     | 178    | rozgrywająca |
| 7  | Erin Fairs                   | 1994     | 180    | przyjmująca  |
| 8  | Adina-Maria Roșca            | 1996     | 178    | atakująca    |
| 9  | Diana-Ioana Calotă           | 1986     | 180    | rozgrywająca |
| 10 | Alexandra Trică              | 1985     | 185    | przyjmująca  |
| 11 | Lianna Sybeldon (do 01.2018) | 1993     | 185    | środkowa     |
| 11 | Ana Otašević (od 01.2018)    | 1987     | 192    | środkowa     |
| 15 | Milagros Collar              | 1988     | 187    | przyjmująca  |
| 17 | Ramona Breban                | 1989     | 188    | atakująca    |
| 18 | Sylwia Wojcieska             | 1985     | 193    | środkowa     |

### Sezon 2016/2017
| Nr | Imię i nazwisko             | Data ur. | Wzrost | Pozycja      |
| -- | --------------------------- | -------- | ------ | ------------ |
| 1  | Alexandra Sobo              | 1987     | 191    | środkowa     |
| 3  | Ivana Đerisilo (do 01.2017) | 1983     | 188    | przyjmująca  |
| 4  | Ecaterina-Elena Ghițā       | 1989     | 178    | przyjmująca  |
| 5  | Bernarda Brčić              | 1991     | 192    | rozgrywająca |
| 8  | Ana Bianca Moldovan         | 1985     | 188    | środkowa     |
| 9  | Diana-Ioana Calotă          | 1986     | 180    | rozgrywająca |
| 10 | Alexandra Trică             | 1985     | 185    | przyjmująca  |
| 11 | Ramona Breban               | 1989     | 188    | atakująca    |
| 13 | Matea Ikić                  | 1989     | 185    | przyjmująca  |
| 15 | Milagros Collar             | 1988     | 187    | przyjmująca  |
| 17 | Roxana-Valentina Ivanof     | 1985     | 186    | środkowa     |
| 18 | Suzana Ćebić                | 1984     | 167    | libero       |
| 20 | Sara Klisura (od 01.2017)   | 1992     | 188    | przyjmująca  |

### Sezon 2015/2016
| Nr | Imię i nazwisko                   | Data ur. | Wzrost | Pozycja      |
| -- | --------------------------------- | -------- | ------ | ------------ |
| 1  | Alexandra Sobo                    | 1987     | 191    | środkowa     |
| 2  | Katja Medved                      | 1986     | 162    | libero       |
| 5  | Marta Drpa (od 01.2016)           | 1989     | 192    | atakująca    |
| 6  | Andreea Nițulescu                 | 1987     | 184    | rozgrywająca |
| 7  | Valdonė Petrauskaitė (do 01.2016) | 1984     | 181    | przyjmująca  |
| 8  | Ana Bianca Moldovan               | 1985     | 188    | środkowa     |
| 9  | Diana-Ioana Calotă                | 1986     | 180    | rozgrywająca |
| 10 | Alexandra Trică                   | 1985     | 185    | przyjmująca  |
| 11 | Sorina Marian                     | 1986     | 180    | przyjmująca  |
| 12 | Ewangelia Chantawa                | 1990     | 183    | przyjmująca  |
| 13 | Bianka Buša (od 01.2016)          | 1994     | 187    | przyjmująca  |
| 15 | Milagros Collar                   | 1988     | 187    | przyjmująca  |
| 17 | Roxana-Valentina Ivanof           | 1985     | 186    | środkowa     |
| 18 | Suzana Ćebić (od 01.2016)         | 1984     | 167    | libero       |